# رسالة وداع جورج واشنطن
رسالة وداع جورج واشنطن أو خطبة الوداع هي رسالة كتبها جورج واشنطن، -أول رئيس أمريكي- للشعب الأمريكي  قبيل أنتهاء فترة رئاسته الثانية واحالته على التقاعد وعودته إلى مسقط رأسه ماونت فيرنون. نشرت هذه الرسالة أول مرة في صحيفة بنسلفانيا بوكيت في 19 سبتمبر من عام 1796 تحت عنوان «عنوان الجنرال واشنطن لشعب الولايات المتحدة لسنواته الرئاسية للولايات المتحدة» وتم نشرها وتوزيعها في أنحاء الولايات المتحدة الأمريكية المختلفة على شكل منشورات مطبوعة. أطلق على هذه الرسالة فيما بعد أسم رسالة وداع وكأنها خطبة الوداع لجورج واشنطن بعد أن أمضى 20 سنة من عمره في خدمة الأمة الجديدة. حملت هذه الرسالة في طياتها النصائح والارشادات للشعب الأمريكي محذرا اياهم من المخاطر السياسية التي يجب عليهم تجنبها إذا أرادو حقا أن يحافظوا على القيم التي بنيت عليها أمريكا.
بدأ واشنطن رسالته بتذكير الأمريكيين أن الانتخابات على الأبواب ويجب أن يبدأو فيمن يريدون أن يعطوا صوتهم له. وذكر أنه يخاف على مستقبل هذه الأمة الناشئة، وشكرهم على أعطاءه الثقة بانتخابه مرتين. رغم أنه كان لا يريد أن يترشح لفترة رئاسية ثانية لكن أوضاع البلد السيئة في تلك الأيام لم تسمح له باتخاذ هذا القرار وصحب ذلك ضغوطات تدفعه على الاستمرار، لكن الآن الوضع قد أختلف والاوضاع قد أستقرت. شكر واشنطن الشعب الأمريكي على الوقوف إلى جانبه في أحلك الاوقات التي كانت تمر على الولايات المتحدة، ورغم أنه قدم أفضل ما عنده لينظم الدولة الا أنه لم ينجح في كافة مشاريعه وخططه.

## ملخص الرسالة
أثار التفكير في الولايات المتحدة بدون وجود جورج واشنطن رئيساً لها المخاوف لدى العديد من الأمريكيين. اختلف توماس جيفرسون مع العديد من سياسات الرئيس وقاد لاحقًا الجمهوريين الديمقراطيين معارَضةً للعديد من سياسات الحزب الفيدرالي، لكنه وحد جهوده مع خصمه السياسي ألكسندر هاملتون –زعيم الفيدراليين–لإقناع الرئيس بتأخير تقاعده وخوض فترة رئاسية ثانية. خشي الرجلان أن تتمزق الأمة بدون قيادته. على الغالب، فقد ألمحَ واشنطن إلى ذلك عندما أخبر الشعب الأمريكي أنه رغبَ بالتقاعد قبل الانتخابات الأخيرة، لكن أشخاصاً «يستحقون ثقتي» على حد قوله قد أقنعوه أنه من واجبه الترشح لفترة رئاسية ثانية. مع أن مصدر جميع الأفكار الواردة في الرسالة هو واشنطن، فإن ألكسندر هاميلتون هو مَن كتب معظمها.
سعى واشنطن إلى إقناع الشعب الأمريكي بأن رئاسته لم تعد ضرورية عبر إخبارهم، مثلما ذكر في خطاب تنصيبه الأول، أنه على قناعة حقيقية بعدم أهليته أبدًا ليعمل رئيسًا. وقال إن أي إنجازٍ حققه خلال فترة رئاسته، فذلك نتيجة لدعمهم وجهودهم للإسهام في مساعدة البلاد على البقاء والازدهار. بالرغم من ثقته أن البلاد ستدوم دون قيادته، فقد وظّف واشنطن غالبية الرسالة لتقديم المشورة بوصفه «صديقاً مودّعاً» في الشؤون التي اعتقد أنه تمثّل أكبر التهديدات للأمة.

### الوحدة والولاء الإقليمي
تعبر الرسالة عن فهم واشنطن للجمهوريانية عبر تأكيدها على الحكومة الشعبية والتحذير من التهديدات التي قد تعصف «بالحرية الجمهورية». يبدأ واشنطن تحذيراته للشعب الأمريكي بالتشديد على أن استقلاله، وحالة السِلم التي يحظى بها في الداخل والخارج، وسلامته، وازدهاره، وحريته كلها مسائل تتوقف على وضع الوحدة بين الولايات. كما يحذرهم من أن اتحاد الولايات الذي نشأ بموجب الدستور سيتعرض لهجمات أكثر تواترًا وتركيزًا من طرف أعداءِ البلاد الأجانب والمحليين. ويطلب من الشعب الأمريكي ألا يثقوا بأي شخص يسعى إلى الانسحاب من الاتحاد، أو فصل جزء من البلاد عن البقية، أو إضعاف الأواصر التي تشدّ الاتحاد الدستوري إلى بعضه بعضاً. وفي سبيل تعزيز قوة الاتحاد، يحضّ واشنطن الأمريكيين على إيلاء هويتهم كمواطنين أميركيين الأولوية على هويتهم بوصفهم منتمين إلى ولاية ما، أو مدينة ما، أو منطقة ما، ووضع جهودهم ومشاعرهم تجاه البلد فوق كل المصالح المحلية الأخرى. ويذكّر الناس بأن الخلافات بينهم على مستويات الدين، والأخلاق، والتقاليد، والمبادئ السياسية تكاد لا تُذكر، وأن انتصارهم، وتمتعهم بالاستقلال والحرية هما نتيجة عملهم معًا.
ويواصل واشنطن التعبير عن دعمه للاتحاد من خلال طرح بعض الأمثلة التي تثبت اعتقاده بالمنافع التي تجنيها البلاد بكافة مناطقها وشعبها فعلاً بفضل الوحدة التي يتشاركونها حاليًا. ثم يأتي واشنطن على ذكر المستقبل من منطلق يقينه بأن الجهود والموارد المشتركة للشعب ستحمي البلاد من الهجمات الخارجية، وتسمح لهم بتجنب خوض حروب مع دول الجوار والتي تنشب غالبًا بسبب الخصومات والعلاقات المتنافسة مع الدول الأجنبية. يرى واشنطن أن الأمن الذي يوفره الاتحاد سيسمح للولايات المتحدة كذلك تجنّب إنشاء جيش متضخم اعتبره تهديدًا خطيرًا للحرية، لا سيما الحرية الجمهورية التي أسستها الولايات المتحدة.
وواصل واشنطن تحذيراته الشعب الأمريكي للتشكيك في الدوافع الخفية لأيما شخص أو مجموعة تذهب إلى أن الأرض داخل حدود الولايات المتحدة أكبر من أن تُحكم بالنظام الجمهوري، وهي حجة طرحها الكثيرون خلال النقاش بخصوص شراء إقليم لويزيانا، ودعا الناس إلى منح تجربة جمهورية كبيرة فرصةً لتعمل قبل أن يقرروا أنه لم يُكتب لها النجاح. ثم يطلق تحذيرات شديدة بشأن أخطار الولاء الإقليمي، من منطلق أن الدوافع الحقيقية لذوي الولاء الإقليمي تتمثل في خلق حالة من الشك أو التنافس بين المناطق والناس للوصول إلى السلطة والسيطرة على الحكومة.
كما يُشير واشنطن إلى معاهدة جاي ومعاهدة بينكني اللتين أنشأتا حدود الأراضي الغربية للولايات المتحدة بين المكسيك الإسبانية وكندا البريطانية، وضمنتا حقوق المزارعين الغربيين في شحن البضائع على طول نهر المسيسيبي حتى نيو أورلينز. ويطرح المعاهدتَين باعتبارهما دليلاً على أن الولايات الشرقية الواقعة على طول ساحل المحيط الأطلسي والحكومة الفيدرالية تعتنيان بالصالح العام لجميع أفراد الشعب الأمريكي، ويمكنها كأمة موحّدة التحصّل على معاملة منصفةٍ من الدول الأجنبية.

### الدستور والجماعات السياسية
يتابع واشنطن رسالته بإعلان دعمه للحكومة الدستورية الجديدة، باعتبارها نسخةً محسّنة عن محاولة الأمة الأولى في وثائق الكونفدرالية. ويذكّر الجميع بأنه لأفراد الشعب الحق في تغيير شكل الحكومة لتلبية احتياجاتهم، ولكن ينبغي أن يحصل ذلك حصراً عبر التعديلات الدستورية. ويدعّم هذا الاعتقاد بالقول إنه يجب تجنّب محاولات الاستيلاء على الحكومة بالعنف تحت أي ظرف، وأنه من واجب جميع المواطنين في الجمهورية احترام الدستور والتسليم بقوانين الحكومة حتى تُعدّل دستوريًا باختيار غالبية الشعب الأمريكي.
ويحذر واشنطن الناس من احتمال سعي الجماعات السياسية إلى عرقلة تنفيذ القوانين التي تضعها الحكومة أو منع أجهزة الحكومة من ممارسة الصلاحيات التي ينص عليها الدستور. وقد تزعم تلك الجماعات أنها تسعى للاستجابة للمطالب الشعبية أو البتّ في المشاكل الملحة، إنما تكمن نواياها الحقيقية في انتزاع السلطة من الشعب ووضعها في أيدي رجالٍ غير عادلين.
ويدعو واشنطن الشعب الأمريكي إلى تغيير الدستور من خلال التعديلات فحسب، لكنه يحذرهم بعد ذلك من أن الجماعات التي تسعى للإطاحة بالحكومة قد تبذل جهدها من أجل تمرير تعديلات دستورية بهدف إضعاف الحكومة لدرجة تجعلها عاجزةً عن الدفاع عن نفسها في مواجهة الجماعات السياسية، أو تنفيذ قوانينها، أو حماية حقوق الناس وممتلكاتهم. وبالتالي، يحث واشنطن الناس على منح الحكومة بعض الوقت لتُدرِك كامل إمكاناتها، وعدم تعديل الدستور إلا بعد أن يثبت بمرور الوقت وإعمال التفكير أن التعديل أصبح ضرورةً، عوضاً عن إجراء تغييرات تستجيب إلى آراء وفرضيات آنية...